# Бітова мапа
Бітова карта (англ. bitmap, bitset, bit array) — набір послідовно записаних двійкових розрядів, тобто послідовність (масив) бітів.

## Застосування

### У цифрових зображеннях
Бітова карта в цифрових зображеннях — матриця, що зберігає значення елементів зображення (пікселів). При відображенні інформації на екрані дисплея (моніторі) одному елементу зображення (пікселю) може відповідати один або більше бітів пам'яті. При цьому забезпечується висока гнучкість у відображенні текстової та графічної інформації.
У монохромних моніторах (або монохромних режимах роботи кольорових моніторів) число бітів, відповідних кожному елементу зображення, визначає кількість рівнів сірого. Якщо 1 пікселю відповідає 1 біт, зображення буде однобітним (бінарним), тобто «чорно-білим», що складається з елементів зображення всього двох можливих кольорів. Якщо 1 пікселю відповідає 8 біт (1 байт), то зображення буде півтоновим, що має 256 відтінків рівня сірого. При цьому бінарне зображення може в реальності бути, наприклад, «чорно-помаранчевим», а півтонове зображення може відображати різні по яскравості рівні зеленого (все залежить від реального кольору світіння монітора). На практиці ж все одно використовуються терміни «чорно-біле» і «рівні сірого».
Кольорові індексовані зображення з палітрою в 16 кольорів потребує бітової мапи 4 біт на кожен піксель.

### У файлових системах
Бітова мапа — службова структура в складних файлових системах, що зберігає інформацію про наявність і розташуванні вільного місця. Кожному кластеру у файловій системі відповідає один біт. Якщо сектор зайнятий, то значення відповідного біта встановлюється в 1, якщо вільний — в 0.
Подібна організація дозволяє операційній системі швидко знаходити вільне місце і визначати його кількість, не звертаючись до каталогів файлової системи.
Використання бітової мапи є відмінною рисою складних файлових систем (HPFS, NTFS, UFS та ін.) В системі FAT роль мапи вільного місця виконує однойменна структура: таблиця розміщення файлів (англ. file allocation table), що є масивом, але не бітовим.